# Rhinonyssidae
Rhinonyssidae är en familj av spindeldjur. Enligt Catalogue of Life ingår Rhinonyssidae i ordningen Mesostigmata, klassen spindeldjur, fylumet leddjur och riket djur, men enligt Dyntaxa är tillhörigheten istället ordningen kvalster, klassen spindeldjur, fylumet leddjur och riket djur. Enligt Catalogue of Life omfattar familjen Rhinonyssidae 8 arter. 

## Släkten och arter
Agapornyssus Gretillat, Capron & Brygoo, 1959
- Agapornyssus faini Gretillat, Capron & Brygoo, 1959

Astridiella Fain, 1957
- Astridiella scotornis (Fain, 1956)

Charadrinyssus O. M. Butenko, 1984
- Charadrinyssus charadrius (Butenko, 1973)

Falconyssus Fain, 1966
- Falconyssus elani Fain, 1966

Hapalognatha Butenko, 1960
- Hapalognatha prima Butenko, 1960

Larinyssus Strandtmann, 1948
- Larinyssus benoiti Fain, 1961
- Larinyssus iohanssenae Dimov, 2013[3]
- Larinyssus orbicularis Strandtmann, 1948

Locustellonyssus Bregetova, 1965
- Locustellonyssus amurensis Bregetova, 1965
- Locustellonyssus sibiricus Butenko & Stanyukovich, 2001

Mesonyssoides Fain & Nadchatram, 1962
- Mesonyssoides malayi Fain & Nadchatram, 1962

Mesonyssus Fain, 1960
- Mesonyssus treronis (Fain, 1956)

Neonyssus Hirst, 1921
- Neonyssus alaudae Butenko & Stanyukovich, 2001
- Neonyssus coccothraustis (Fain & Bafort, 1963)
- Neonyssus intermedius Hirst, 1921
- Neonyssus melanocoryphae Bregetova, 1967
- Neonyssus pygmaeus Bregetova, 1967

Neotyranninyssus Fain & Aitken, 1967
- Neotyranninyssus fluvicolae Fain & Aitken, 1967

Passeronyssus Fain, 1960
- Passeronyssus viduae (Fain, 1956)

Pipronyssus Fain & Aitken, 1967
- Pipronyssus manaci Fain & Aitken, 1967

Psittonyssus Fain, 1962
- Psittonyssus baforti Fain, 1962

Ptilonyssoides Vitzthum, 1935
- Ptilonyssoides triscutatus Vitzthum, 1935

Ptilonyssus Berlese & Trouessart, 1889
- Ptilonyssus acanthopneustes Stanyukovich & Butenko, 2003
- Ptilonyssus acrocephali Fain, 1964
- Ptilonyssus ailuroedi Domrow, 1964
- Ptilonyssus ammomani Stanyukovich & Butenko, 2003
- Ptilonyssus angrensis (De Castro, 1948)
- Ptilonyssus anthi Stanyukovich & Butenko, 2003
- Ptilonyssus astridae Fain, 1956
- Ptilonyssus balimoensis Sakakibara, 1968
- Ptilonyssus bradypteri (Fain, 1962)
- Ptilonyssus buloloensis Sakakibara, 1968
- Ptilonyssus calvaria Knee, 2008[4]
- Ptilonyssus capitatus (Strandtmann, 1956)
- Ptilonyssus cerchneis Fain, 1957
- Ptilonyssus cinnyris Zumpt & Till, 1955
- Ptilonyssus colluricinclae Domrow, 1964
- Ptilonyssus condylocoxa Fain & Lukoschus, 1979
- Ptilonyssus conopophilae Fain & Lukoschus, 1979
- Ptilonyssus corcoracis Domrow, 1969
- Ptilonyssus cractici Domrow, 1964
- Ptilonyssus cyanosylviae Stanyukovich & Butenko, 2003
- Ptilonyssus degtiarevae Dimov, Mironov 2012[5]
- Ptilonyssus diadori Butenko & Lavrovskaya, 1980
- Ptilonyssus dicaei Domrow, 1966
- Ptilonyssus dicruri Fain, 1956
- Ptilonyssus dioptrornis Fain, 1956
- Ptilonyssus dolicaspis Feider & Mironescu, 1980
- Ptilonyssus domrowi Feider & Mironescu, 1980
- Ptilonyssus echinatus Berlese & Trouessart, 1889
- Ptilonyssus emberizae Fain, 1956
- Ptilonyssus eremophilae Butenko & Lavrovskaya, 1980
- Ptilonyssus euroturdi Fain & Hyland, 1963
- Ptilonyssus gerygonae Domrow, 1969
- Ptilonyssus gilcolladoi Ubeda, Rodriguez, Guevara & Rojas, 1989
- Ptilonyssus gliciphilae Domrow, 1966
- Ptilonyssus grallinae Domrow, 1964
- Ptilonyssus hirsti (Castro & Periera, 1947)
- Ptilonyssus hiyodori Kadosaka, Kaneko & Asanuma, 1987
- Ptilonyssus hoffmannae Luz-Zamudio, 1984
- Ptilonyssus isakovae Butenko & Lavrovskaya, 1983
- Ptilonyssus lovottiae Dimov, Mironov 2012[6]

- Ptilonyssus lymozemae Domrow, 1965
- Ptilonyssus macclurei Fain, 1963
- Ptilonyssus maluri Domrow, 1965
- Ptilonyssus meliphagae Domrow, 1964
- Ptilonyssus microecae Domrow, 1966
- Ptilonyssus mironovi Dimov, 2012[7]
- Ptilonyssus monarchae Domrow, 1969
- Ptilonyssus montifringillae Butenko & Lavrovskaya, 1983
- Ptilonyssus motacillae Fain, 1956
- Ptilonyssus muscicapae Bregetova, 1970
- Ptilonyssus muscicapoides Butenko & Lavrovskij, 1980
- Ptilonyssus myzanthae Domrow, 1964
- Ptilonyssus myzomelae Domrow, 1965
- Ptilonyssus neochmiae Domrow, 1969
- Ptilonyssus nivalis Knee, 2008[4]
- Ptilonyssus nudus Berlese & Trouessart, 1889
- Ptilonyssus orthonychus Domrow, 1969
- Ptilonyssus pentagonicus Fain & Lukoschus, 1979
- Ptilonyssus philemoni Domrow, 1964
- Ptilonyssus phylloscopi Fain, 1962
- Ptilonyssus pinicola Knee, 2008[4]
- Ptilonyssus pittae Domrow, 1964
- Ptilonyssus plesiotypicus Knee, 2008[4]
- Ptilonyssus psaltriparus Spicer, 1978
- Ptilonyssus pseudothymanzae Fain & Lukoschus, 1979
- Ptilonyssus psophodae Domrow, 1964
- Ptilonyssus ptyonoprognes Butenko & Lavrovskaya, 1983
- Ptilonyssus pyrrhulinus Stanyukovich & Butenko, 2003
- Ptilonyssus radovskyi Feider & Mironescu, 1980
- Ptilonyssus rhipidurae Domrow, 1966
- Ptilonyssus ripariae Stanyukovich & Butenko, 2003
- Ptilonyssus ruandae Fain, 1956
- Ptilonyssus sairae Castro, 1948
- Ptilonyssus schumili Butenko & Lavrovskaya, 1980
- Ptilonyssus setosae Domrow, 1969
- Ptilonyssus sittae Fain, 1965
- Ptilonyssus sphecotheris Domrow, 1964
- Ptilonyssus spini Stanyukovich & Butenko, 2003
- Ptilonyssus stomioperae Domrow, 1966
- Ptilonyssus struthideae Domrow, 1969
- Ptilonyssus sturnopastoris Fain, 1963
- Ptilonyssus sylviicola Stanyukovich & Butenko, 2003
- Ptilonyssus terpsiphonei Fain, 1956
- Ptilonyssus thymanzae Domrow, 1964
- Ptilonyssus trouessarti (Hirst, 1921)

Rallinyssus Strandtmann, 1948
- Rallinyssus caudistigmus Strandtmann, 1948
- Rallinyssus congoensis Fain, 1956
- Rallinyssus gallinulae Fain, 1960
- Rallinyssus sorae Pence & Young, 1979

Rhinoecius Cooreman, 1946
- Rhinoecius oti Cooreman, 1946

Rhinonyssus Trouessart, 1894
- Rhinonyssus clangulae Butenko & Stanyukovich, 2001
- Rhinonyssus coniventris Trouessart, 1894
- Rhinonyssus dobromiri Dimov, Spicer, 2013
- Rhinonyssus himantopus Strandtmann, 1951
- Rhinonyssus kadrae Dimov, 2013[8]
- Rhinonyssus marilae Butenko & Stanyukovich, 2001
- Rhinonyssus minutus (Bregetova, 1950)
- Rhinonyssus poliocephali Fain, 1956
- Rhinonyssus rhinolethrum (Trouessart, 1895)

Rhinosterna Fain, 1964
- Rhinosterna aymarae Fain, 1964

Ruandanyssus Fain, 1957
- Ruandanyssus terpsiphonei Fain, 1957

Sternoecius Fain & Aitken, 1967
- Sternoecius piprae Fain & Aitken, 1967

Sternostoma Berlese & Trouessart, 1889
- Sternostoma artami Feider & Mironescu, 1982
- Sternostoma constricta Feider & Mironescu, 1982
- Sternostoma cooremani Fain, 1956
- Sternostoma cordiscutata Feider & Mironescu, 1982
- Sternostoma cryptorhynchum Berlese & Trouessart, 1889
- Sternostoma cuculorum Fain, 1956
- Sternostoma darlingi Spicer, 1984
- Sternostoma dureni Fain, 1956
- Sternostoma gliciphilae Domrow, 1966
- Sternostoma guevarai Guevara-Benitez, Ubeda-Ontiveros & Cutillas-Barrios, 1979
- Sternostoma isabelae Ubeda-Ontiveros & Guevara-Benitez, 1980
- Sternostoma marchae Dimov, 2013[9]
- Sternostoma neosittae Domrow, 1969
- Sternostoma opistaspis Feider & Mironescu, 1982
- Sternostoma paddae Fain, 1958
- Sternostoma pencei Spicer, 1984
- Sternostoma setifer Knee, 2008[4]
- Sternostoma technaui Vitzthum, 1935
- Sternostoma thienponti Fain, 1956
- Sternostoma tracheacolum Lawrence, 1948
- Sternostoma ubedai Ubeda-Ontiveros & Guevara-Benitez, 1981
- Sternostoma ziegleri Feider & Mironescu, 1982
- Sternostoma zini Dimov, Knee, 2012[10]

Sternostomoides Bregetova, 1965
- Sternostomoides graculi Butenko, 1999
- Sternostomoides numerovi Butenko, 1999
- Sternostomoides turdi

Sternostomum Trouessart, 1895
- Sternostomum rhinolethrum Trouessart, 1895

Tinaminyssus Strandtmann & Wharton, 1958
- Tinaminyssus aprosmicti (Domrow, 1964)
- Tinaminyssus belopolskii (Bregetova, 1950)
- Tinaminyssus columbae (Crossley, 1950)
- Tinaminyssus daceloae (Domrow, 1965)
- Tinaminyssus geopeliae (Fain, 1964)
- Tinaminyssus halcyonus (Domrow, 1965)
- Tinaminyssus hirtus (Wilson, 1966)
- Tinaminyssus ixoreus (Strandtmann & Clifford, 1962)
- Tinaminyssus kakatuae (Domrow, 1964)
- Tinaminyssus macropygiae (Wilson, 1966)
- Tinaminyssus megaloprepiae Domrow, 1969
- Tinaminyssus melloi (Castro, 1948)
- Tinaminyssus myristicivorae Domrow, 1969
- Tinaminyssus ocyphabus (Domrow, 1965)
- Tinaminyssus phabus (Domrow, 1965)
- Tinaminyssus tanysipterae (Wilson, 1966)
- Tinaminyssus trappi (Pereira & Castro, 1949)
- Tinaminyssus trichoglossi (Domrow, 1964)
- Tinaminyssus welchi Domrow, 1969

Trochilonyssus Fain & Aitken, 1967
- Trochilonyssus trinitatis Fain & Aitken, 1967

Tyranninyssus Brooks & Strandtmann, 1960
- Tyranninyssus tyrannus Brooks & Strandtmann, 1960

Vitznyssus Castro, 1948
- Vitznyssus tsachevi Dimov, Rojas, 2012[11]

Zumptnyssus Fain, 1959
- Zumptnyssus buboensis (Fain, 1958)